# Vulnérabilité sociale
Cet article concerne la vulnérabilité en matière sociale. Pour les autres significations, voir Vulnérabilité.

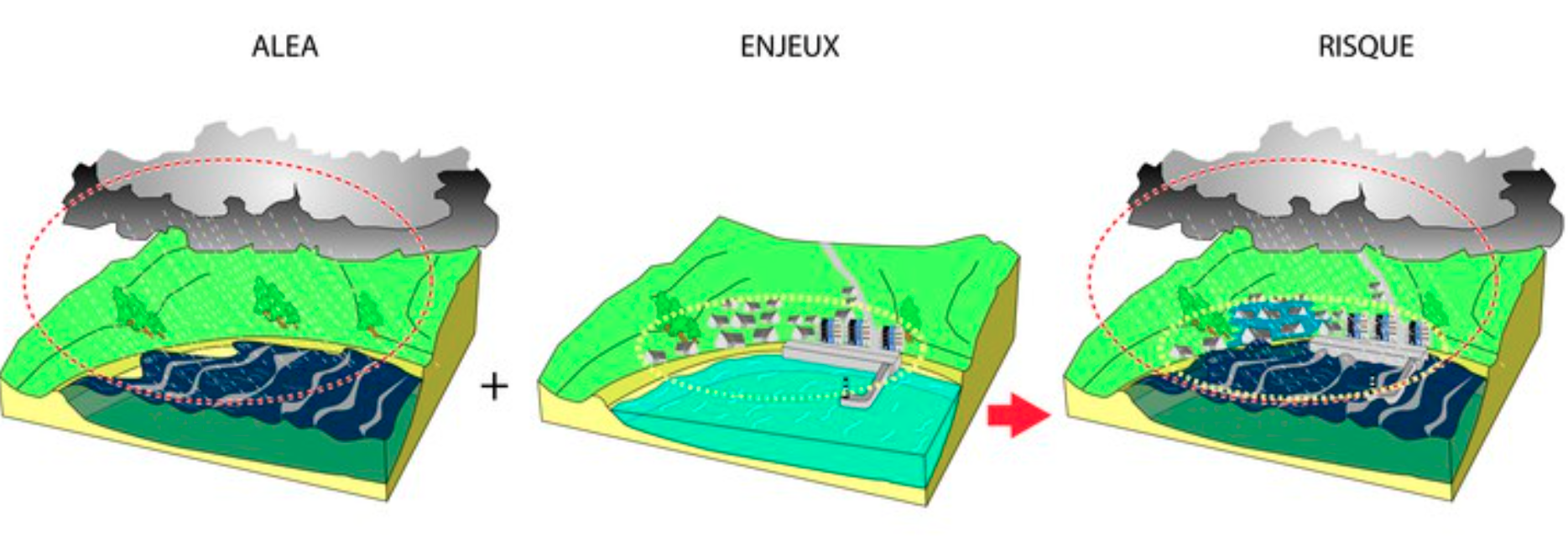
Schéma d'explication des liens entre aléa naturel, vulnérabilité des enjeux et risque. Exemple d'aléa côtier, la submersion, qui naît du croisement entre un aléa et d'enjeux exposés à l'aléa.

La vulnérabilité sociale est une forme de vulnérabilité qui représente une fragilité matérielle ou morale à laquelle est exposé un individu, une organisation ou une société. Le concept de vulnérabilité sociale est intrinsèquement lié au risque de fragilisation auquel est exposé l'individu ou le collectif et dont la concrétisation potentielle serait l'exclusion sociale. En France, la loi n° 2016-832 du 24 juin 2016 visant à lutter contre la discrimination à raison de la précarité sociale reconnait la vulnérabilité économique (notion englobée par celle de la vulnérabilité sociale) comme un critère de discrimination.

## Cadre théorique

### Approches

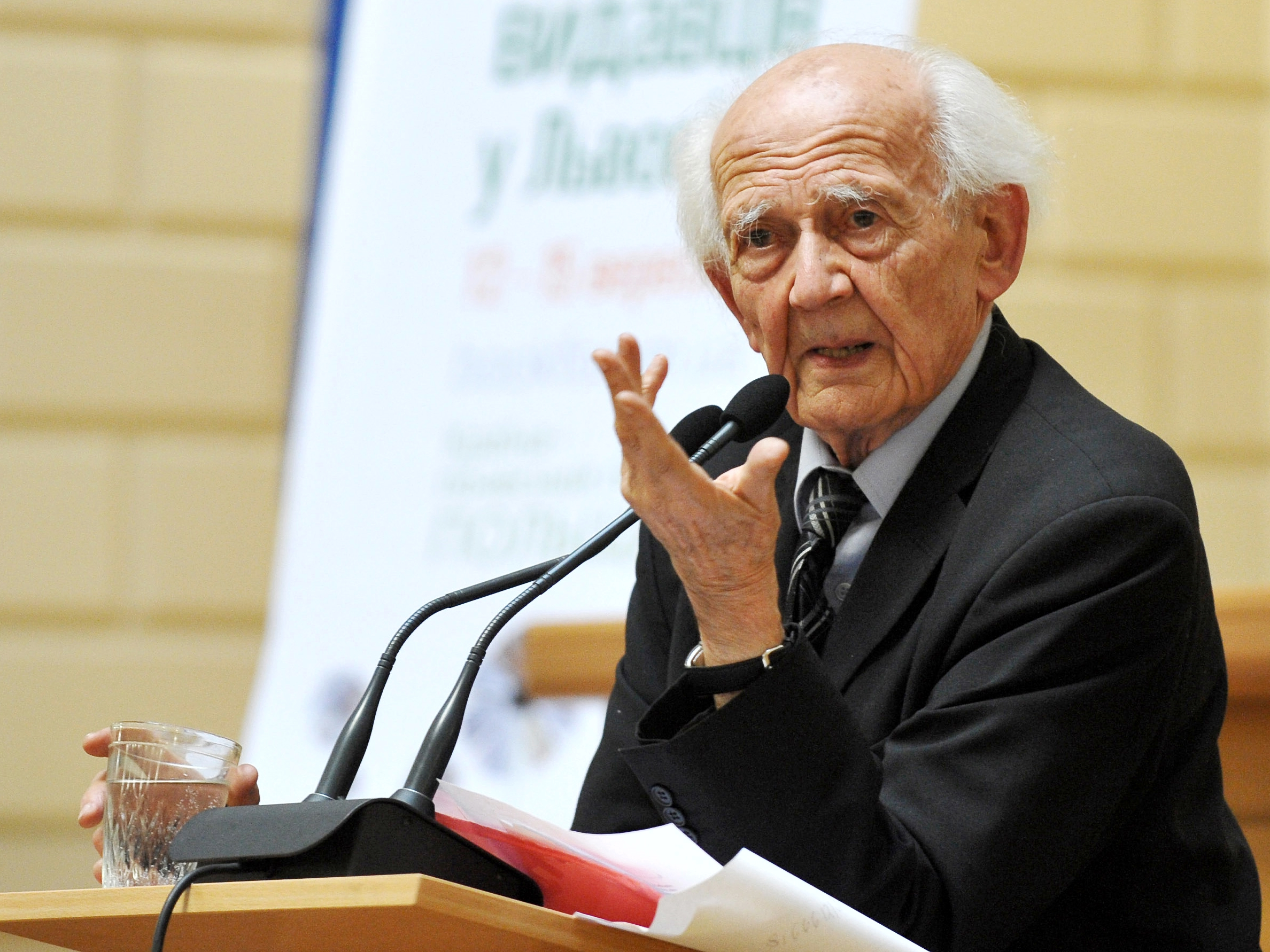
Zygmunt Bauman
(en 2005)

Pour Robert Castel, une première forte distinction s'opère entre société moderne et société traditionnelle ; dans cette dernière, la sécurité, la réponse à l'incertitude qui caractérise la vulnérabilité sociale, est assurée par l'entourage de l'individu. Au contraire, dans une société moderne, cette tâche est dévolue à l'État, en particulier en tant que fonction régalienne de l'état-providence. En effet, pour Robert Castel « l'insécurité est (…) une dimension consubstantielle à la coexistence des individus dans une société moderne ».
Or, cette demande, dans une société moderne, ne semble jamais être comblée. En effet, la société moderne favorise la dégradation de la rupture nette entre sphère privée et sphère publique. La demande individuelle de sécurité intègre à présent des volets historiquement dévolus à la sphère privée. La demande de sécurité croissante produit alors une frustration et un sentiment d'insécurité, paradoxalement lui-même nourri par cette demande de sécurité. À ce propos, Robert Castel écrit que « l'exaspération du souci sécuritaire engendre nécessairement sa propre frustration, qui nourrit le sentiment d'insécurité ».
Fort de ce constat, Robert Castel place au cœur de son analyse la propriété sociale notamment dans ses aspects retraite, gestion étatique de la maladie et assurance chômage ; pour lui « la propriété sociale permet aux non-propriétaires d'accéder à la propriété de soi ». Il introduit alors le concept de désaffiliation qui consiste justement à « sortir » de cette propriété sociale. Pour la modéliser, il s'approprie le concept de précariat (qui inclut clairement celui de vulnérabilité sociale) en lui associant deux dimensions à même de caractériser les ruptures du sentiment de sécurité dans la sphère privée et la sphère publique : la zone d'intégration correspond à une certaine stabilité professionnelle et à une sociabilité solide ; la zone de désaffiliation correspond à une absence de participation productive (chômage etc.) et à un isolement relationnel. Enfin, entre ces deux zones, existe la zone intermédiaire de la vulnérabilité sociale qui implique une précarisation du statut professionnel et/ou une fragilisation du tissu relationnel.
Le divorce manifeste entre pouvoir et politique est pour Bauman le socle de sa réflexion sur la vulnérabilité. En effet, à l'instar d'Anthony Giddens, il considère que le pouvoir « a quitté » le politique et est aujourd'hui, peu ou prou, aux mains des marchés économiques. La conséquence immédiate est la demande implicite faite aux individus de rechercher des solutions personnelles à des problèmes sociaux. Bauman complète cette première conclusion en identifiant deux conséquences majeures, liées à la vulnérabilité sociale.

### Attachement au sol
Zygmunt Bauman choisit de décrire l'émergence de ce nouveau monde dans lequel le pouvoir s'éloigne du politique en prenant la métaphore du « Wild West ». Dans ce « frontier-land », les socialisations, les accords et les statuts sont fragiles et changent fréquemment et facilement. La liberté de déplacement est donc un atout majeur et a contrario, l'attachement au sol est source de vulnérabilité sociale. À ce propos, il écrit :
« La liberté de circulation, qui a toujours été un avantage rare et inégalement réparti, devient rapidement le principal facteur de stratification sociale de l'âge moderne et postmoderne. (…) Certains peuvent quitter à volonté la localité, n'importe quelle localité. Les autres regardent désespérément la seule localité à laquelle ils sont attachés leur glisser des mains à grande vitesse. »
— Zygmunt Bauman, Le coût humain de la mondialisation
Cette source de vulnérabilité sociale est d'autant plus prégnante que Zygmunt Bauman considère d'une part, que l'ensemble de la planète est aujourd'hui impliquée dans la modernité, et d'autre part, que les territoires vierges à même d’accueillir les victimes de l'exclusion sociale ont aujourd'hui disparu ; pour Bauman, la planète est « pleine ».

### Vulnérabilité sociale due aux «combats de reconnaissance»
Reprenant à son compte la réflexion de Carl von Clausewitz, « La guerre n’est que la simple continuation de la politique par d’autres moyens. », Zygmunt Bauman considère que les pouvoirs n'étant plus dévolus à la politique, des « combats de reconnaissance » apparaissent sur ces champs de pouvoirs laissés libres par la politique.

## Caractérisations

### Processus

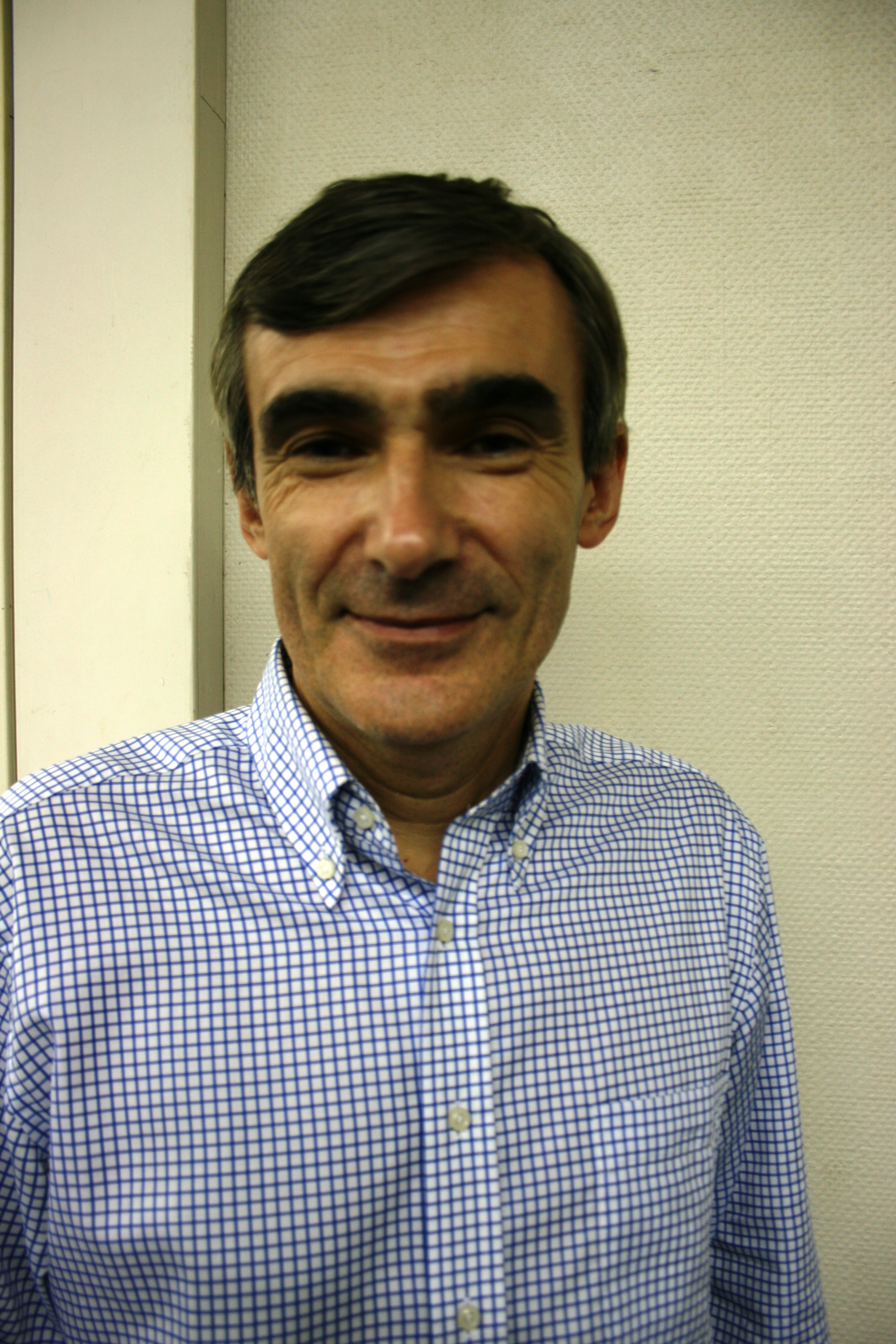
Serge Paugam
(en 2010)

En 1994, Serge Paugam, pour un rapport commandé par le CERC, choisit d'envisager la grande pauvreté en réfléchissant aux populations à risque en amont, c'est-à-dire engagées dans un processus de vulnérabilité sociale. La typologie qu'il met en place lui permet de réfléchir aux processus de passage d'une catégorie à l'autre, et en l'occurrence, de conclure (à l'instar de Robert Castel) à une « vulnérabilité de masse » impliquant une potentialité de passage d'une catégorie à l'autre de plus en plus aisée, menaçant ainsi la cohésion sociale.

### Assistance
Rejoignant les conclusions historiques de Georg Simmel, Serge Paugam met en lumière les effets pervers de l'assistance ; en effet, c'est à partir du moment que les individus bénéficient de l'aide sociale, qu'ils se retrouvent effectivement, voire officiellement, catégorisés dans la pauvreté rendant ainsi effectif le risque inhérent au processus de vulnérabilité sociale.

### Émergence d'une «vulnérabilité de masse»
Robert Castel met en perspective ce phénomène en montrant que l'on[Qui ?] ne peut pas opposer les exclus au reste de la société dans la mesure où ce qui sépare la population « protégée » à celle des exclus est de plus en plus ténu. Cette mince frontière, de plus en plus floue, est d'ailleurs difficile à identifier comme en témoigne l'émergence de la figure du travailleur pauvre qui ne sépare plus distinctement salariat et exclusion.

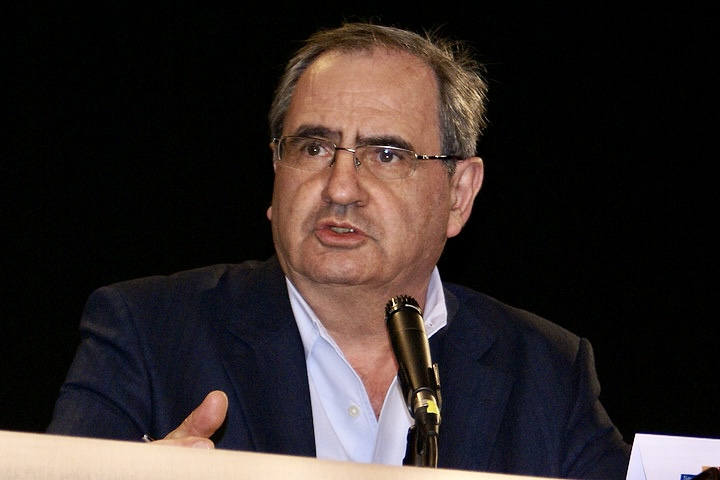
Pierre Rosanvallon
(en 2009)

Cette « vulnérabilité de masse » produit elle-même un sentiment d'« insécurité » chez les populations (notamment celle du salariat) historiquement protégées durant les Trente Glorieuses ; cette « déstabilisation des stables » a d'ailleurs fait l'objet d'une enquête de Stéphane Beaud et Michel Pialoux auprès d'ouvriers de Peugeot-Citroën, en 1999. Ce phénomène représente ce que Pierre Rosanvallon décrit comme :
« Un modèle ancien qui se désagrège. »— Pierre Rosanvallon, La nouvelle question sociale

### Exploitation sociale
Louis Chauvel considère que les victimes avérées de la vulnérabilité sociale, c'est-à-dire les populations plongées dans l'exclusion sociale, forment une « armée de réserve » dont les enjeux ne sont pas éloignés du salariat victime d'exploitation sociale ; c'est-à-dire que ces deux conditions sociales peuvent se renforcer mutuellement.

### Vers une politique de la fragilité
Sur le plan philosophique, Fred Poché repart de la vulnérabilité sociale comme d’un symptôme permettant de repenser la politique. Pour lui, l’essentiel d’une vie humaine se tient dans la fragilité : l’amour, la beauté, la démocratie, la nature, la paix, la vie. Aussi, plutôt que de penser la société à partir des performances techniques, ou de la concurrence généralisée, il propose de valoriser la qualité d’une société à partir ce qui respecte et promeut ce qui est vulnérable. En proposant une politique de la fragilité, le philosophe souligne la nécessité de penser l’existence avec et à partir de ceux qui éprouvent le plus la vulnérabilité sociale. Il invite à poser un autre regard sur l’organisation de la société, en aidant la participation des personnes plus vulnérables et en remettant en cause les logiques de performance.

### Note
1. ↑  En particulier dans son ouvrage La Vie liquide (ed. Le Rouergue/Chambon, 2006) dans lequel il évoque notamment les guerres de Yougoslavie et d'Irak.
2. ↑  Selon trois catégories : population « stable », « fragile » ou « en retrait ».